# Diócesis de Makurdi
La diócesis de Makurdi (en latín: Dioecesis Makurdensis y en inglés: Roman Catholic Diocese of Makurdi) es una circunscripción eclesiástica de la Iglesia católica en Nigeria. Se trata de una diócesis latina, sufragánea de la arquidiócesis de Abuya. Desde el 28 de marzo de 2015 su obispo es Wilfred Chikpa Anagbe, Misioneros Hijos del Inmaculado Corazón de María.

## Territorio y organización
La diócesis tiene 7304 km² y extiende su jurisdicción sobre los fieles católicos de rito latino residentes en parte del estado de Benue.
La sede de la diócesis se encuentra en la ciudad de Makurdi, en donde se halla la Catedral de Nuestra Señora del Perpetuo Socorro.
En 2021 en la diócesis existían 89 parroquias.

## Historia
La prefectura apostólica de Benue fue erigida el 9 de julio de 1934 con la bula Ad enascentis del papa Pío XI, derivando el territorio del entonces vicariato apostólico del Nigeria Meridional.
El 18 de abril de 1950 cambió su nombre por el de prefectura apostólica de Oturkpo a raíz del decreto Cum in Africa de la Sagrada Congregación de Propaganda Fide.
El 18 de abril de 1950 cedió una porción de su territorio para la erección de la entonces prefectura apostólica de Yola, mediante la bula Ad evangelizationis del papa Pío XII.
El 14 de julio de 1955 cedió otra porción de su territorio para la erección de la entonces prefectura apostólica de Kabba, mediante la bula Illa suavissime del papa Pío XII.
El 2 de abril de 1959 fue elevada a diócesis con la bula Sacrosancta Divini Magistri del papa Juan XXIII. Originalmente era sufragánea de la arquidiócesis de Lagos.
El 16 de julio de 1959 pasó a formar parte de la provincia eclesiástica de la arquidiócesis de Kaduna.
El 28 de junio de 1960, en virtud del decreto Cum in Nigeria de la Sagrada Congregación de Propaganda Fide, la sede episcopal fue trasladada de Oturkpo a Makurdi y la diócesis tomó su nombre actual. La iglesia del Espíritu Santo en Makurdi se convirtió en la catedral de la diócesis, pero en marzo de 1979 la dignidad de catedral fue transferida a la iglesia de Nuestra Señora del Perpetuo Socorro.
El 26 de marzo de 1994 se convirtió en sufragánea de la arquidiócesis de Abuya.
El 10 de julio de 1995 cedió una parte de su territorio para la erección de la diócesis de Otukpo mediante la bula Gravissimis in muneris del papa Juan Pablo II.
El 5 de diciembre de 2000 cedió una parte de su territorio para la erección de la diócesis de Lafia mediante la bula Petitum est nuper del papa Juan Pablo II.
El 29 de diciembre de 2012 cedió otras partes de su territorio para la erección por el papa Benedicto XVI de las diócesis de Gboko (mediante la bula Apostolorum navitatem) y Katsina-Ala (mediante la bula Fidem intuentes).

## Estadísticas
Según el Anuario Pontificio 2022 la diócesis tenía a fines de 2021 un total de 582 360 fieles bautizados.
| Año                                                                             | Población            | Población | Población      | Sacerdotes | Sacerdotes    | Sacerdotes    | Bautizados por sacerdote | Diáconos permanentes | Religiosos | Religiosos | Parroquias |
| Año                                                                             | Bautizados católicos | Total     | % de católicos | Total      | Clero secular | Clero regular | Bautizados por sacerdote | Diáconos permanentes | Varones    | Mujeres    | Parroquias |
| ------------------------------------------------------------------------------- | -------------------- | --------- | -------------- | ---------- | ------------- | ------------- | ------------------------ | -------------------- | ---------- | ---------- | ---------- |
| 1970                                                                            | 47 431               | 2 641 960 | 1.8            | 84         | 42            | 42            | 564                      |                      | 46         | 24         |            |
| 1980                                                                            | 224 000              | 3 200 000 | 7.0            | 75         | 28            | 47            | 2986                     |                      | 52         | 57         | 4          |
| 1990                                                                            | 627 511              | 4 703 000 | 13.3           | 120        | 78            | 42            | 5229                     |                      | 47         | 90         | 4          |
| 1999                                                                            | 1 160 140            | 3 400 313 | 34.1           | 136        | 122           | 14            | 8530                     |                      | 59         | 96         | 64         |
| 2000                                                                            | 1 072 855            | 2 510 000 | 42.7           | 145        | 139           | 6             | 7399                     |                      |            | 78         | 53         |
| 2001                                                                            | 1 077 235            | 2 780 110 | 38.7           | 118        | 110           | 8             | 9129                     |                      | 56         | 79         | 56         |
| 2002                                                                            | 1 105 280            | 2 780 110 | 39.8           | 123        | 112           | 11            | 8986                     |                      | 58         | 65         | 44         |
| 2003                                                                            | 1 177 966            | 2 905 341 | 40.5           | 134        | 117           | 17            | 8790                     |                      | 64         | 69         | 47         |
| 2004                                                                            | 1 380 790            | 3 005 568 | 45.9           | 122        | 116           | 6             | 11 317                   |                      | 54         | 66         | 58         |
| 2012                                                                            | 1 692 427            | 3 380 000 | 50.0           | ?          | 196           | ?             | ?                        |                      | 36         | 64         | 79         |
| 2012                                                                            | 457 070              | 1 014 000 | 45.0           | ?          | 84            | ?             | ?                        |                      | 30         | 33         | 27         |
| 2013                                                                            | 457 070              | 1 014 000 | 45.0           | 69         | 38            | 31            | 6624                     |                      | 142        | 51         | 27         |
| 2016                                                                            | 501 000              | 1 236 000 | 40.5           | 92         | 50            | 42            | 5445                     |                      | 171        | 71         | 46         |
| 2019                                                                            | 550 000              | 1 352 600 | 40.7           | 110        | 54            | 56            | 5000                     |                      | 132        | 42         | 70         |
| 2021                                                                            | 582 360              | 1 432 180 | 40.7           | 122        | 57            | 65            | 4773                     |                      | 131        | 40         | 89         |
| Fuente: Catholic-Hierarchy, que a su vez toma los datos del Anuario Pontificio. |                      |           |                |            |               |               |                          |                      |            |            |            |

## Episcopologio
- Giuseppe Kirsten, C.S.Sp. † (26 de febrero de 1937-1947 falleció)
- James Hagan, C.S.Sp. † (20 de marzo de 1948-29 de marzo de 1966 renunció[nota 3])
- Donal Joseph Murray, C.S.Sp. † (11 de enero de 1968-2 de junio de 1989 renunció)
- Athanasius Atule Usuh † (2 de junio de 1989 por sucesión-28 de marzo de 2015 renunció)
- Wilfred Chikpa Anagbe, C.M.F., por sucesión el 28 de marzo de 2015